# Линдси, Людовик, 16-й граф Кроуфорд
Людовик Линдси (англ. Ludovic Lindsay; 1600—1652), 16-й граф Кроуфод (c 1639 года), — шотландский государственный деятель периода Английской революции, один из наиболее последовательных сторонников короля Карла I.
Людовик Линдси происходил из одного из старейших шотландских графских родов и был вождём клана Линдси. С началом ковенантского движения в Шотландии в 1637 году и Английской революции в 1640 году граф Кроуфорд сохранил верность королю Карлу I и отказался подписать «Национальный ковенант». В 1641 году он был обвинен в заговоре против лидеров ковенантеров (графа Аргайла и маркиза Гамильтона). Кроуфорд был вынужден покинуть Шотландию.
В 1642 году Людовик присоединился к армии короля Карла I. Он отличился в битвах с парламентскими войсками при Эджхилле и Ньюбери, а позднее, в 1644 году в сражении при Марстон-Муре. За свою лояльность королю Лидси получил прозвище «Верный граф». Будучи бездетным и последним представителем рода Линдси-Кроуфорд, Людовик в 1642 году передал свой титул и земли королю, получив их тут же обратно, но с правом передачи наследования Линдси-Байерсам, боковой линии дома, во главе которой стоял Джон Линдси, лорд Байерс. Незадолго до битвы при Марстон-Муре парламент Шотландии обвинил Кроуфорда в государственной измене и конфисковал его владения, передав их лорду Байерсу, который являлся одним из лидеров ковенантеров. Эта конфискация, однако, не вступила в юридическую силу до смерти Людовика.
В 1644 году граф Кроуфорд был пленён шотландскими парламентскими войсками в Ньюкасле и приговорён к смертной казни. Однако приговор в действие не был приведён, и ковенантеры ограничились заключением Кроуфорда. В 1645 году он был освобождён войсками роялистов маркиза Монтроза, которые с боями продвигались по Шотландии. Кроуфорд вступил в армию Монтроза и был назначен командующим кавалерией роялистов. Он принял участие в роковой битве при Филипхоу, в результате которой войска короля были наголову разбиты и Шотландия вернулась под власть ковенантеров. После сдачи Карла I в плен шотландцам весной 1646 года граф Кроуфорд эмигрировал из страны. Он скончался в 1652 году в Гааге.